# Ектор Юсте
Ектор Юсте (ісп. Héctor Yuste, нар. 12 січня 1988, Картахена) — іспанський футболіст, півзахисник клубу «Омонія».

## Ігрова кар'єра
Народився 12 січня 1988 року в місті Картахена. Вихованець футбольної школи клубу «Картахена». 2007 року для отримання ігрової практики був відданий в оренду на сезон в клуб Терсери «Лас Палас». Після повернення в рідний клуб Юсте допоміг «Картахені» в першому ж сезоні 2008/09 вийти до Сегунди, де у другому сезоні зайняв з командою високе п'яте місце.
Влітку 2010 року перейшов у «Саламанку», де відразу став основним гравцем, але в першому ж сезоні його клуб вилетів до Сегунди Б. Після цього Ектор підписав контракт з «Гранадою», яке відразу віддала футболіста в оренду в інший клуб Сегунди Б «Кадіс», де Ектор провів сезон 2011/12. Згодом з літа 2012 року Юсте по сезону на правах оренди грав за клуби «Расінг» та «Еркулес», але з обома клубами за підсумками сезону він вилітав до Сегунди Б.
Перед сезоном 2014/15 Ектор нарешті повернувся до «Гранади», у складі якої дебютував у Ла-Лізі 23 серпня 2014 року, граючи в першій половині матчу 2:1 з «Депортіво» (2:1). Проте так і не закріпившись у вищому іспанському дивізіоні, зігравши лише 6 матчів, 30 січня 2015 року Юсте був знову відданий в оренду в клуб Сегунди, цього разу в «Мальорку», яка влітку викупила контракт гравця. Після цього Ектор відіграв за клуб з Балеарських островів ще два сезони своєї ігрової кар'єри. Більшість часу, проведеного у складі «Мальорки», був основним гравцем команди, але не врятував команду від вильоту до Сегунди Б у сезоні 2016/17.
Влітку 2017 року став гравцем кіпрського «Аполлона». Незабаром після приходу в клуб виграв свій перший у кар'єрі трофей — Суперкубок Кіпру, хоча на поле в тому матчі з АПОЕЛем (2:1) не виходив. Станом на 13 березня 2018 року відіграв за клуб з Лімасола 27 матчів в національному чемпіонаті.

## Титули і досягнення
- Володар Суперкубка Кіпру (2):

«Аполлон»: 2017
«Омонія»: 2021
- Володар Кубка Кіпру (2):

«Омонія»: 2021-22, 2022-23